# Skatval (przystanek kolejowy)
Skatval – kolejowy przystanek osobowy w Skatval, w okręgu Trøndelag w Norwegii, jest oddalony od Trondheim o 41,90 km. Położony 65,9 m n.p.m.

## Ruch pasażerski
Należy do linii Nordlandsbanen. Jest elementem kolei aglomeracyjnej w Trondheim i obsługuje lokalny ruch do Trondheim S i Steinkjer.  Pociągi odjeżdżają co pół godziny w godzinach szczytu i co godzinę poza szczytem.

## Obsługa pasażerów
Wiata, poczekalnie, automat biletowy parking rowerowy, parking na 15 miejsc, parking rowerowy, sklep spożywczy obok stacji. Odprawa podróżnych odbywa się w pociągu. Stacja dzieli się na część wschodnią (pociągi na północ) i zachodnią (pociągi na południe).